# Coloração de Gimenez
A técnica de coloração de Gimenez usa corantes biológicos para detectar e identificar infecções por bactérias em amostras de tecido. Embora largamente superada por técnicas como a coloração Giemsa, a técnica de Gimenez pode ter valor em detectar certas bactérias de crescimento lento em meios de cultura.
Solução do corante fucsina básica em água com fenol e etanol colore muitas bactérias (tanto Gram-positivas quanto Gram-negativas) de vermelho, magenta ou rosa. Um corante de contraste verde malaquita dá um fundo azul-esverdeado ao tecido circundante.